# Капсіувка
Капсіувка (пол. Kapsiówka; укр. Капсіївка) — частина села Підгірці у Польщі, в Люблінському воєводстві Томашівського повіту, ґміни Томашів.

## Історія
Первісним населенням Капсіувки були русини, які компактно проживали на своїх історичних землях. 